# Paul Potassy

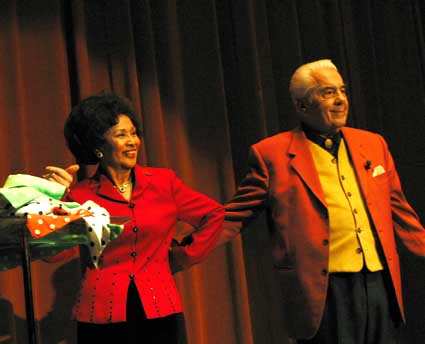
Paul Potassy mit Ehefrau Lita

Paul Ludwig Alexander von Potassy (* 23. Oktober 1923 in Wien, Österreich; † 14. September 2018 in Manila) war ein österreichischer Zauberkünstler.

## Leben

### Das Elternhaus
Paul Potassy war das einzige Kind der Eheleute Louis Bartolomä von Potassy (1887–1956) und Laura Lenke Lehotzky (1900–1980). Der Vater stammte aus Ungarn, ging aber 1923 nach Österreich. Paul Potassy besuchte zunächst kurz eine Kadettenschule in Niederösterreich, danach das Grazer Internat Schülerheim Normann, wo er vier Jahre lang blieb. Danach ging er nach Berlin und machte hier sein Abitur.

### Die zauberischen Anfänge
Mit 13 Jahren sah er zum ersten Mal einen Zauberkünstler. Ab jetzt begann er selbst, sich für die Zauberkunst zu begeistern. In der Bibliothek seines Onkels fand er das Buch „Kolumbus Eier“, in dem vorwiegend physikalische und chemische Kunststücke beschrieben wurden, aber auf den letzten 20 Seiten auch Zauberkunststücke, die Paul alle einstudierte.
1936 gab er seine erste Vorstellung vor seinen Mitschülern.

### Die semiprofessionelle Zeit
Paul besuchte in Berlin die damals bekannten Varieté-Bühnen Wintergarten, Scala, Kabarett der Komiker und andere. 1940 traf er auch auf den damals sehr bekannten Zauberkünstler Fredo Marvelli.
In diesem Jahr beschloss Potassy, Berufszauberkünstler zu werden, aber zunächst nur teilweise, da er ja noch zur Schule ging. In den großen Ferien fuhr er an die Ostsee und stellte sich in dem Ort Misdroy dem Kapellmeister des Kurhauses vor, um sich als Zauberkünstler für den Gästeabend zu bewerben. Er wurde für sechs Abende engagiert und erhielt pro Tag ein Honorar von 10 DM plus Unterkunft und Verpflegung.
Danach fuhr er in die Stadt Bansin und nahm an einem Talentwettbewerb teil, den die Kabarettisten Claire Schlichting (Großmutter von Meret Becker und Ben Becker) leiteten. Potassy gewann. Ein anwesender Varieté-Besitzer vom Cabaret Eden in Leipzig wollte ihn sofort für zwei Monate engagieren, was Paul Potassy jedoch ablehnte, da er seine Schule zu Ende bringen wollte. Der Leipziger Direktor vermittelte Paul nach Swinemünde, wo er für mehrere Tage auftreten konnte, ohne auf die Schule verzichten zu müssen. An der Bar des Kurhaustheaters sprach ihn der Direktor des Kabaretts der Komiker, Willi Schaeffers, an und bat Paul, sich bei ihm in Berlin vorzustellen. Da er jedoch erst 17 Jahre alt war, durfte er abends nicht auftreten, aber in den Nachmittagsshows. Morgens besuchte er die Schule, nachmittags trat er auf.
1941 beendete er die Schulzeit mit dem Abitur. Im November wurde er zum Arbeitsdienst einberufen.

### Kriegsgefangenschaft
Am 25. Februar 1943 kam Potassy in das Kriegsgefangenenlager in Lebedjan. Im Sommer 1947 wurde er, da sein Vater Ungar war, nach Ungarn entlassen.

### Der Berufszauberkünstler Paul Potassy
Studieren wollte Potassy nun nicht mehr. Er bewarb sich 1948 im Royal Revue-Theater in Budapest und trat nun ein Jahr lang hier auf. Weitere Engagements folgten und im Laufe der Zeit wurde Paul Potassy ein bekannter Zauberkünstler in Ungarn. Er gastierte auch in Polen und Österreich. Hier wurde er 1957 bei einer Fernsehshow von Peter Frankenfeld entdeckt. Anschließend reiste er nach Deutschland und blieb dort. Noch im selben Jahr wurde er zu einer weiteren Fernsehshow mit dem holländischen Zauberkünstler Fred Kaps eingeladen.
Da Paul Potassy mehrere Sprachen beherrschte, nahm er nun viele Auslandsengagements an.
Einer seiner weiteren wichtigen Auftritte war 1958 auf der Weltausstellung in Brüssel. Es folgten danach Auftritte in London, Stockholm, Helsinki, Beirut, Casablanca, Madrid und Chicago.
1959 kaufte Potassy ein großes Grundstück und Haus auf Mallorca, wo er 25 Jahre lang der Stargast im damals berühmten Tito's Nachtklub war, jeweils für ein bis zwei Monate im Jahr. In der übrigen Zeit gastierte Paul Potassy in exklusiven Hotels und ebenso exklusiven Veranstaltungen.
Paul Potassy lebte bis zu seinem Tode mit seiner dritten Frau (Heirat 1968) auf Manila.

## Die Zauberkunst des Paul Potassy
Paul Potassy hat seine Künste stets mit humorigen Worten begleitet, wobei er von Anfang an mehrsprachig aufgetreten ist. So konnte er als einer der wenigen "sprechenden" Zauberkünstler vor einem internationalen Publikum auftreten. Das Repertoire bestand viele Jahre lang aus nur wenigen Kunststücken, die Potassy allein durch Charme und intelligenten Wortwitz präsentierte.
Paul Potassy ist Vorbild vieler Zauberkünstler. Seine Einstellung zur Zauberkunst wurde 2006 auf 3 DVDs dokumentiert, die der US-Verlag L & L in Tahoma herausgebracht hat. Potassy hat in mehreren Fachzeitschriften Artikel veröffentlicht.

## Veröffentlichungen (Artikel)
- Liebe Leser! In: Magisches Magazin. 6. Jahrgang, August 1956, Nr. 5, S. 52 f.
- 88 Tage als Zauberer in Moskau und Leningrad. In: Magisches Magazin. 6. Jahrgang, August 1956, Nr. 5, S. 104 ff.
- De onmogelijke force. In: Triks. 22. Jahrg. 1965, S. 130 f.
- Ein »einfacher« Trick. In: Magie. 53. Jahrg. 1973, S. 194.
- Mentalmagie im Kleinformat. In: Magie. 53. Jahrg. 1973, S. 330.
- Das Interview: Paul Potassy. In: Magie. 55. Jahrg. 1975, S. 79 ff.
- Seminare und Workshops (Bericht vom FISM-Kongress in Brüssel) in: Magie. 59. Jahrg. 1979, S. 206 ff.
- Lieber Herr Keaton! (Antwort auf einen offenen Brief). In: Magie, 75. Jahrg. 1995, S. 415.
- Schluß bei 32. In: Magische Welt. Heft 2, 2003, S. 78.
- Paul Potassys Begegnungen, Folge 1: Harry Steffien. In: Magische Welt. Heft 1, 2005, S. 46.
- Paul Potassys Begegnungen, Folge 2: Lord aus Budapest. In: Magische Welt. Heft 2, 2005, S. 109.
- Paul Potassys Begegnungen, Folge 3: Ade Duval, Recha, Chefalo. In: Magische Welt. Heft 3, 2005, S. 164.
- Paul Potassys Begegnungen, Folge 4: Balton. In: Magische Welt. Heft 4, 2005, S. 234.
- Paul Potassys Begegnungen, Folge 5 und Schluß: Corodini. In: Magische Welt. Heft 5, 2005, S. 287.

## TV-Auftritte (Auswahl)
- 1958: 9. Juli, Paris, Artistenshow
- 1971: 7 × in der Sendung Hokus Pokus Musikus mit Dagmar Koller, Jürgen Feindt
- 1972: 9. September, London, Saturday Variety
- 1976: Am laufenden Band, Rudi Carrell-Show
- 1979: 5. November, Spanien, Fantastico
- 1982: 20. August, Spanien; Un, dos, tres ...

## Nachweise
1. ↑  Alfred Czernewitz: Paul Potassy, Der Entertainer der Weltklasse. Rheinbach 1991, S. 23.
2. ↑  Uwe Schenk, Michael Sondermeyer: Die Paul-Potassy-Show. Sic-Verlag, 1997, ISBN 3-9804150-4-X.
3. ↑  Alfred Czernewitz: Paul Potassy, Der Entertainer der Weltklasse. Rheinbach 1991, S. 32.
4. ↑  Alfred Czernewitz: Paul Potassy, Der Entertainer der Weltklasse. Rheinbach 1991, S. 35.
5. ↑  Uwe Schenk, Michael Sondermeyer: Die Paul-Potassy-Show. Sic-Verlag, 1997, ISBN 3-9804150-4-X.
6. ↑  Uwe Schenk, Richard Hatch: The Magic of Paul Potassy. H&R Magic Books, Humble, Texas 2005.
7. ↑  Uwe Schenk, Richard Hatch: The Magic of Paul Potassy. H&R Magic Books, Humble, Texas 2005.

| Personendaten    | Personendaten                                           |
| ---------------- | ------------------------------------------------------- |
| NAME             | Potassy, Paul                                           |
| ALTERNATIVNAMEN  | Potassy, Paul Ludwig Alexander von (vollständiger Name) |
| KURZBESCHREIBUNG | österreichischer Zauberkünstler                         |
| GEBURTSDATUM     | 23. Oktober 1923                                        |
| GEBURTSORT       | Wien, Österreich                                        |
| STERBEDATUM      | 14. September 2018                                      |
| STERBEORT        | Manila                                                  |